# Dimitrie Onciul

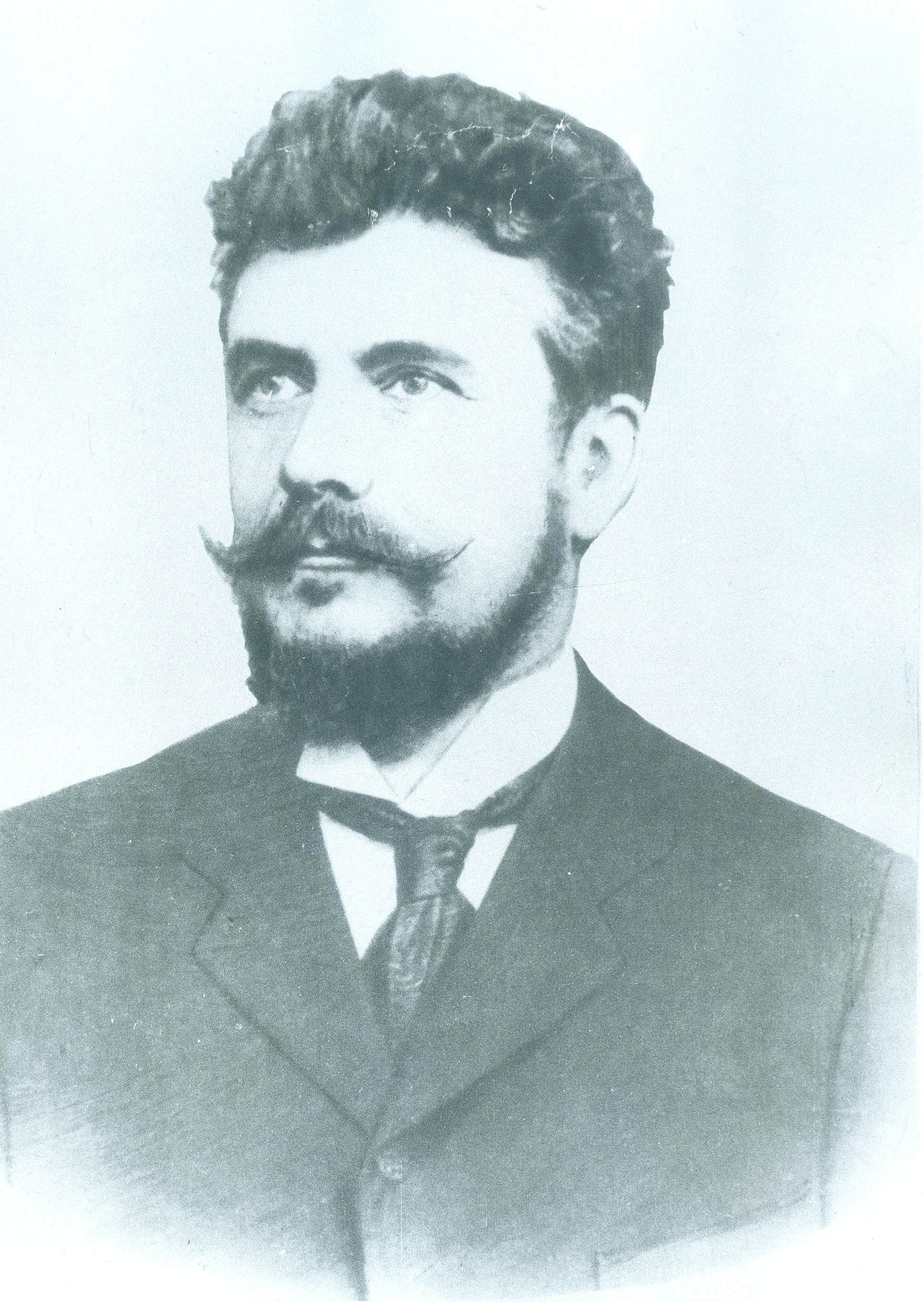
Dimitrie Onciul

Dimitrie Onciul, född 1856 i Straja, Bukovina, död 20 mars 1923, var en rumänsk historiker och arkivarie.
Onciul blev 1895 professor i rumänsk historia vid Bukarests universitet och 1900 chef för det av honom organiserade rumänska riksarkivet.